# Crypturellus cinnamomeus
Crypturellus cinnamomeus е вид птица от семейство Тинамуви (Tinamidae).

## Разпространение
Видът е разпространен в Белиз, Гватемала, Коста Рика, Мексико, Никарагуа, Салвадор и Хондурас.